# Irena Cichowska
Irena Maria Cichowska (ur. 13 sierpnia 1912 w Boksycach, zm. 18 listopada 2000 w Radomiu) – polska malarka i artysta plastyk.
W 1938 ukończyła naukę w Miejskiej Szkole Sztuk Zdobniczych i Malarstwa w Warszawie i zamieszkała w Radomiu. Od 1945 należała do założonego przez Wacława Dobrowolskiego Towarzystwa Przyjaciół Sztuk Pięknych z którym wystawiała swoje prace. 
Tworzyła akwarele, przedstawiające motywy roślinne, martwą naturę, rzadziej krajobrazy i portrety. Była członkiem Związku Polskich Artystów Plastyków.